# Повзучість гірських порід
Повзучість гірських порід (рос. ползучесть горных пород, англ. creep of rocks; нім. Kriechen n der Gesteine) – повільна безперервна пластична деформація під впливом постійного навантаження або механічного напруження. П. в тому чи іншому ступені властива всім твердим тілам, як кристалічним, так і аморфним. П.г.п. має місце при температурах від кріогенної до температури плавлення. 

## Загальна характеристика
Зовнішньо П.г.п. схожа на пластичний плин, але останній має місце за межами зони пружності і при зростаючому напруженні, в той час як П.г.п. може виявлятися також при напруженнях, які не перевищують межі пружності при тривалому навантаженні. Зв’язні породи (глини, аргіліти, глинисті сланці) мають значну П. 
Криворізькі породи (кварцово-серицитовий сланець, гідрогематитовий роговик, аркозовий пісковик) мають П., яка в середньому становить 20-35 % первісної миттєвої пружної деформації, причому найзначніші деформації є в перші 1,5–2 доби навантаження.
П.г.п. залежить від величини і напряму прикладання навантаження на породу. Найбільші деформації виникають при навантаженнях, прикладених перпендикулярно шаруватості. Явище постійного зниження напруження в породі при постійній її деформації має назву “релаксації напружень” і пояснюється тим, що пружні деформації, які з’явилися у породі при первісному навантаженні, поступово переходять у пластичні. Внаслідок цього після зняття навантаження зразок не поновлює своєї первісної форми, попри те що вихідні напруження не перевищують межу пружності породи. 
Загальна закономірність зміни властивостей порід під час дії навантаження полягає в тому, що чим триваліша дія наван-таження на породу, тим слабкіші пружні властивості г.п., зменшується границя пружності і тим сильніше виявляються їх пластичні властивості. Якщо тривалість прикладання навантаження стає порівняною з періодом релаксації г.п., то остання набуває пластичних властивостей, в результаті чого виникають зсувні явища, небажані перерозподіли напружень в масиві г.п. внаслідок гірничого тиску та руйнування ціликів, виробок тощо. П.г.п. пов’язана зі здиманням та міцністю гірських порід. 